# Zyzyxia
Zyzyxia là một chi thực vật có hoa trong họ Cúc (Asteraceae).

## Loài
Chi Zyzyxia gồm các loài: